# Alfredo Dibona
Alfredo Dibona (* 26. Oktober 1936 in Cortina d’Ampezzo; † 23. Dezember 2011 in Ospitale di Cadore) war ein italienischer Skilangläufer.
Dibona belegte bei seiner einzigen Teilnahme an Olympischen Winterspielen im Februar 1960 in Squaw Valley den 25. Platz über 50 km. Bei den Nordischen Skiweltmeisterschaften 1962 in Zakopane errang er den 14. Platz über diese Distanz.